# Letterboxing
Letterboxing je původně anglická outdoorová hra, do jisté míry podobná geocachingu, kombinující prvky turistiky, orientace v terénu a hledání pokladu. Rozšířená je zejména v Británii a USA, ale od přelomu tisíciletí se začala prosazovat i ve zbytku světa. Cílem hry je hledání malých, v terénu ukrytých vodotěsných schránek, tzv. letterboxů, které se stejně jako geocache nacházejí na zajímavých místech, na která chce autor jejich prostřednictvím ostatní hráče zavést.

## Postup hry
Prvním krokem při výpravě za letterboxem je obstarat si vlastní instrukce k jeho nalezení. Na rozdíl od geocachingu, kde jsou souřadnice schránek veřejně přístupné na webu, součástí letterboxingu může být i samotné hledání vodítek. Existují internetové databáze spravující seznamy letterboxů a návody k jejich nalezení, avšak nemalá část existujících schránek se v žádné databázi nenachází a informace nutné k jejich nalezení se šíří ústně mezi hráči. V případě zejména severní Ameriky lze najít instrukce na webu Letterboxing North America nebo v databázi Atlasquest, kde hráč vyplní vyhledávací filtr (GPS souřadnice, stát, město), podle kterého si nechá zobrazit seznam nejbližších letterboxů, a rozhodne se, za kterými se vydá.
Po nalezení vodítek je třeba dostat se podle instrukcí na popisované místo. Kreativitě se meze nekladou. Může jít o prostý popis cesty, navigační rébus či šifru. Příkladem může být hledání letterboxu triangulací podle orientačních bodů v terénu: Hráč má za úkol přijet na určité místo, rozhlédnout se a identifikovat tři objekty A, B a C. Schránka se pak nachází na místě, ze kterého bude bod A na azimutu X, bod B na azimutu Y, a bod C na azimutu Z.
Po dosažení místa, na kterém se letterbox nachází, je třeba najít samotnou schránku. Schránky se liší velikostí i provedením, od velkých schránek volně položených v přírodě po malé krabičky uprostřed husté městské zástavby. Obecně platí zásada schránky umísťovat nenápadně, aby se minimalizovalo riziko, že ji objeví náhodný kolemjdoucí. Stejně jako v případě geocachingu hráči dbají na to, aby o schránce nevěděl nikdo jiný než ostatní hráči, jelikož prozrazená schránka je vystavena riziku zcizení či poničení.
Každý letterbox obsahuje gumové razítko a deník, tzv. logbook, a hráči s sebou nosí osobní logbook a osobní razítko. Po nálezu letterboxu hráč zanechá v logbooku svoje razítko, zapíše své jméno či přezdívku a místo, ze kterého pochází, razítko ze schránky zase otiskne do vlastního logbooku. Tak se udržuje historie návštěv každé schránky a hráč si vytváří vlastní seznam nálezů. Krom toho je možné založit si účet v databázi Atlasquest a svoje nálezy zaznamenávat tam.

## Historie

### Rané počátky v Dartmooru
Počátky letterboxingu se datují do roku 1854, kdy James Perrott, průvodce v parku Dartmoor v Anglii, umístil na okraji propadliny Cranmere Pool lahev, do které vložil svoji vizitku, aby ho budoucí nálezci lahve mohli kontaktovat a vložit svoji vlastní vizitku. V roce 1888 byla lahev nahrazena malou kovovou schránkou, ve které nálezci zanechávali pohlednice nadepsané vlastní adresou, aby je budoucí nálezce vyzvedl a poslal jim je zpět.
Až za 53 let se aktivita proměnila v to, co dnes známe jako letterboxing. V roce 1905 do schránky přibyl logbook pro zápisy nálezců, ve kterém 22. července 1907 John H. Strother zanechal vzkaz, ve kterém navrhuje, aby bylo do schránky umístěno gumové razítko podobné razítkům poštovním, kterými by se pohlednice oznámkovaly, aby bylo zřejmé, že opravdu letterbox navštívily.
Od svého vzniku se pak letterboxing vyvíjel velice pomalu. Od umístění první schránky trvalo dalších 40 let, než vznikl druhý letterbox v Belstone Tor, a dalších 44 let do vzniku třetího v Ducks Pool. Po 122 letech od umístění původní lahve bylo v Dartmoorském parku celkem 15 letterboxových schránek.

### Moderní boom
Opravdový boom letterboxingu začal v roce 1976, kdy Tom Gant vytvořil mapu, do které zakreslil lokace těchto 15 existujících letterboxů. Začaly vznikat nové schránky; během následujících 4 let se jejich počet ztrojnásobil a z letterboxingu se začalo stávat rozšířené hobby, jehož vyznavači si začali vymýšlet vlastní herní přezdívky a pořizovali si personifikovaná razítka.
Boom letterboxingu však také znamenal zátěž pro přírodu a vedení Dartmoorského parku ho chtělo zakázat a schránky odstranit. Zasáhl Godfrey Swinscow, který vypracoval pravidla pro umísťování letterboxu, která umožnila pokračování této aktivity s ohledem na okolní prostředí:
- Schránky by neměly být umísťovány v blízkosti jakékoliv památky, kamenné řady megalitů, svatyní, mohyl, budov, zdí, chatrčí apod.
- Schránky by se neměly nacházet v žádných potenciálně nebezpečných místech, kde hrozí úraz.
- Schránky by neměly mít podobu pevných staveb. Cement nebo jiný stavební materiál je zakázán.

Tato pravidla de facto platí dodnes, jelikož obecnou zásadou letterboxingu je neničit přírodu a chovat se ohleduplně k prostředí, ve kterém se letterbox nachází.

### Celosvětové rozšíření
Letterboxing byl téměř výhradně omezen na lokalitu Dartmooru až do dubna 1998, kdy americký časopis Smithsonian publikoval článek They Live and Breathe Letterboxing. Koncept hry zaujal mnohé čtenáře, kteří chtěli něco podobného vyzkoušet. Někteří z nich se prostřednictvím Internetu kontaktovali a rozhodli se založit pro sebe navzájem letterboxy v USA. Tak se zrodil Letterboxing North America.
V databázi Atlasquest je dnes možno najít tisíce záznamů z celého světa. V květnu 2013 jsou vedeny celkem 3 záznamy o aktivních letterboxech umístěných na území České republiky; z toho všechny v Praze.
V roce 2001 došlo k další popularizaci letterboxingu díky hře geocaching, kdy byl zaveden typ geocache zvaný letterbox hybrid. Jde zde o velmi podobný princip jako při letterboxingu, jen zde platí pravidlo, že hráč musí použít GPS. Těchto letterbox hybridů bylo v červnu 2020 na území České republiky 703.